# Тикси (монастырь)
Тикси — буддийский монастырь школы гелуг (Гелугпа, жёлтошапочные), расположен на вершине холма на берегах Инд, приблизительно в 19 км к востоку от Леха, в Ладакхе, северная Индия. Часто отмечают его сходство с Дворцом Потала в Лхасе, Тибет. Это крупнейший монастырь-гомпа в центральном Ладакхе.
Монастырь стоит на высоте 3600 над уровнем моря, в верховьях Инда. Это 12-этажный комплекс построек с чортенами, статуями, тханками, фресками, а также оружием (мечи хранятся в святилищах дхармапал). Замечателен Храм Майтрея (будущий Будда), построенный к визиту нынешнего Далай-ламы в 1970. 15-метровая статуя Майтрея, самая большая в сегодняшнем Ладакхе, занимает два этажа. В комплекс Тикси входит и соседний женский монастырь.

## История
В начале XV века н. э. Цонкапа, основатель реформированной Гелуг (школа желтошапочных), отправил 6 учеников нести его учения в отдалённые уголки Тибета. Цонкапа дал своему ученику Шерабу Сангпо, маленькую статую Амитаюса (Чепакмет), Будды долголетия, здоровья и счастья. В статуе содержалась капля крови самого Цонкапы. Цонкапа отправил его в Ладакх по просьбе царя этого края с целью распространения буддизма. Царь, тогда живший в Нубра (долина) около Щел, принял статую как дар. После встречи, Царь отправил министра помочь Шерабу Сангпо построить монастырь Гулуг в Ладакхе. В результате, в 1433, Шераб основал маленький монастырь Лхакханг Серпо (значит — Жёлтый храм) у деревни Стагмо, севернее Инда. Несмотря на его усилия, лам вошедших в гелуг было мало, хотя его ученики прославились в царстве.

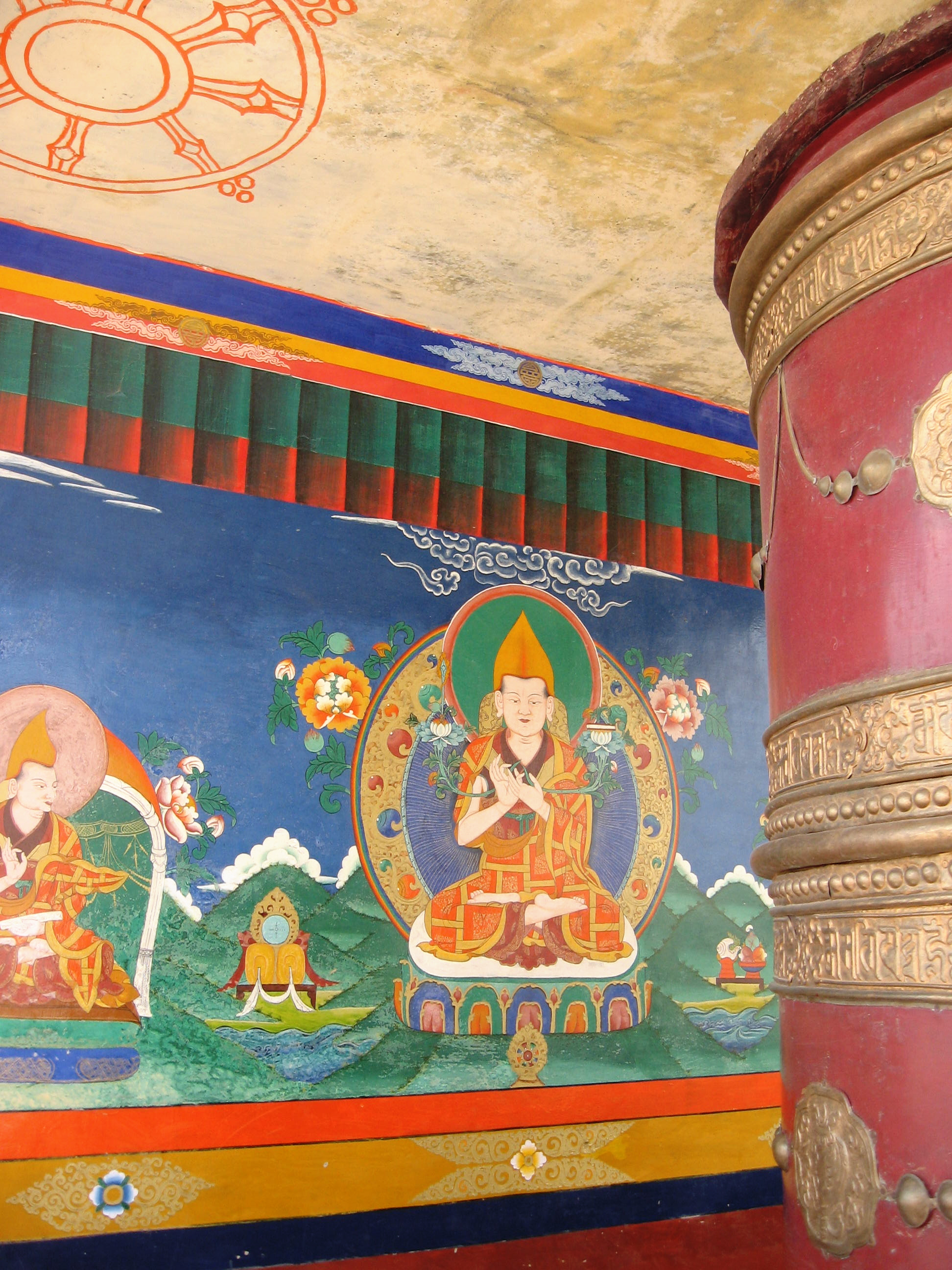
Молитвенный барабан и фреска Цзонкхапы, расположенные у лестницы, ведущей по монастырю.

В середине 15 века, Палден Сангпо продолжил работы с монастырём начатую его учителем Шераб Сангпо. Он принял обязательство построить большой монастырь и случилось необычное событие при выборе места. Легенда утверждает, что Цзонкхапа предсказал, что учение будет процветать на правом берегу Инда. Так и получилось, когда Тикси основали на правом берегу. Его примеру последовали Спитук-Гомпа и Ликир-Гомпа, тоже на правом берегу В другом рассказе Шераб и Палден Сангпо выполняли некие ритуалы близ Сангмо Лакханг. При подношении торма (ритуальные торты), сделанные из сатту (нутовой муки), были отнесены на вершину скалы и брошены вниз. Когда они хотели бросить торма, появились две вороны, схватили торма и понесли. Они положили торма на другой стороне холма. Когда Палден Сангпо и его ученики стали искать торма, они пришли на место будущего Тикси и увидели, что вороны в целости положили торма на скалу. Палден увидел в этом знак свыше и основал на этом месте монастырь.
Новый монастырь находился недалеко от Стагмо, стоит на священной горе, недалеко от деревни с таким же названием. Вероятно там стояла какая-то кадампинская постройка, святилище Стагмо в 7 км в северу. Великий Переводчик Ринчен Санпо, построил когда-то храм Лакханг Ньерма у Тикси, посвятив его божественной защитнице Дордже Ченмо. Сегодня он стоит в руинах.
Вскоре, известность Тиксе была меньше только известности Хемиса, который управлял 10 монастырями, включая Дискит-Гомпа, Спитук-Гомпа, Ликир-Гомпа и Сток-Гомпа. Монастырь получил во владение 1327,3 акров земли и 25 деревень.
Около 1770, лама из Ханле повелел, что его старший сын займёт трон Ладакха, а другими князьями станут ламы из Тикси и Спитук. В результате, принц Джигсмет Намгьял стал ламой в Тиксе.

### Современность
Реставрацией старых ладакхских монастырей занимается Археологическое управление Индии, по запросу монастырской администрации. Однако, не обошлось без споров. Говорили, что новое гранитное покрытие дворика не сочетается с гомпой, а старое грязное и каменное было гораздо гармоничней. Также восстановлено правое крыло монастыря, построена новая столовая, кухня, но был перекрыт внутренний двор, что очень не понравилось обитателям. Поэтому, при проведении новых работ, решили только восстанавливать старое, не изменяя планировку.

## Структура

### Внешний вид

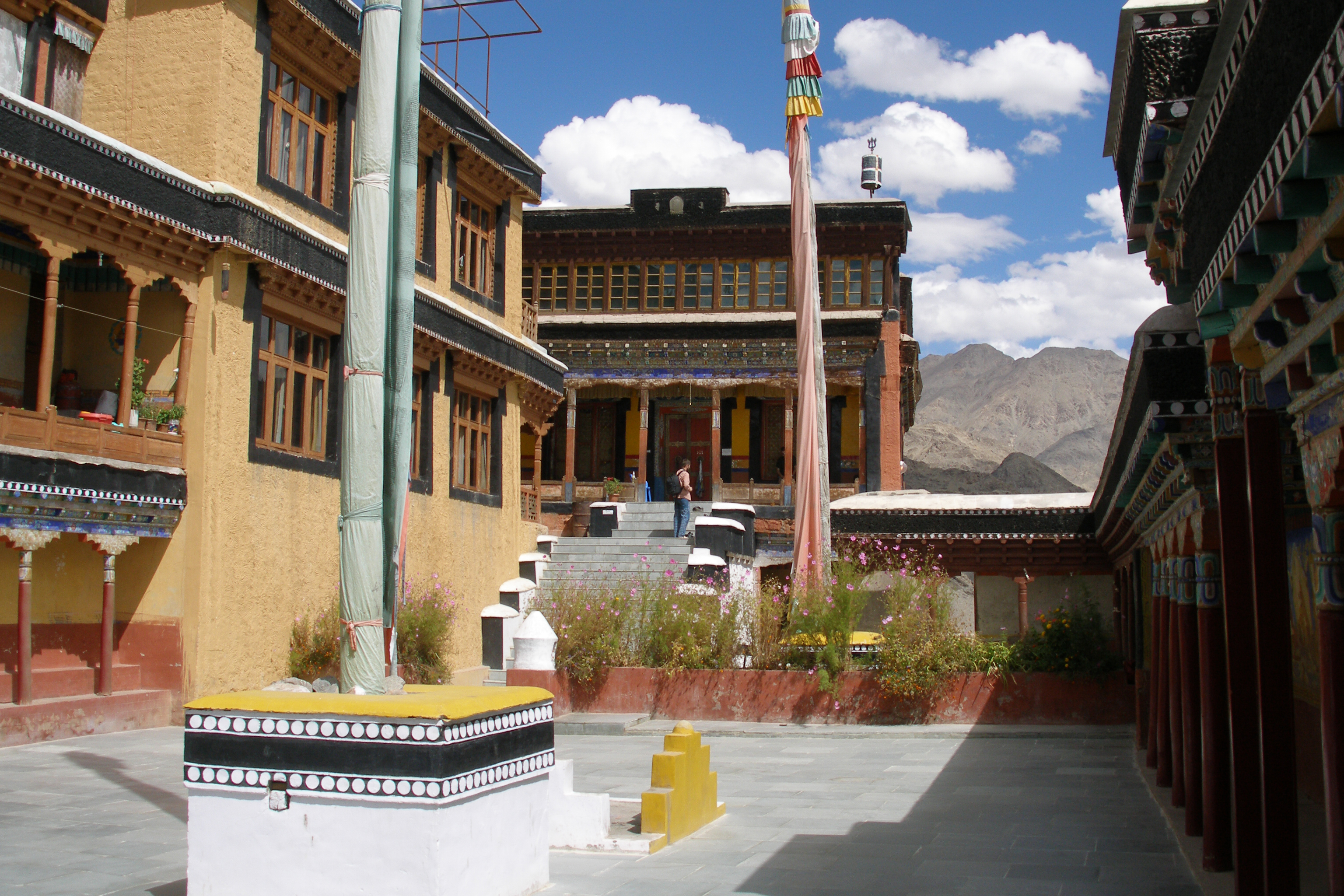
Внутренний двор монастыря

Монастырь — крупнейший в центральном Ладкхе. Он как бы спускается с вершины холма, располагаясь на его склоне, причём самые важные постройки находятся наверху, а менее значительные внизу Он сильно напоминает Потала в Лхасе, Тибет, бывший дворец Далай-лам. Поэтому, Тикси иногда называют 'Мини Потала'. На машине можно подъехать из долины к восточному крылу монастыря. У входа стоит статуя ваджраянского защитника учения, далее лестница. На вершине — ступа (чортен).
Внизу есть двор, от которого лестница ведёт к главному комплексу из 10 храмов, она проходит через 12 уровней. Там две основные комнаты. Монастырь покрашен в красное, охрой и белое (дома 60 лам). Рядом есть женский монастырь. Как Ликир и Рангтун-Гомпа он был построен по плану крепостей центрального Тибета. С крыши открывается отличный вид на долину Инда, на востоке виден Матхо-Гомпа, замок Сток (он на юге от долины) и бывший царский дворец Шей-Гомпа (на западе).

### Майтрейя Будда

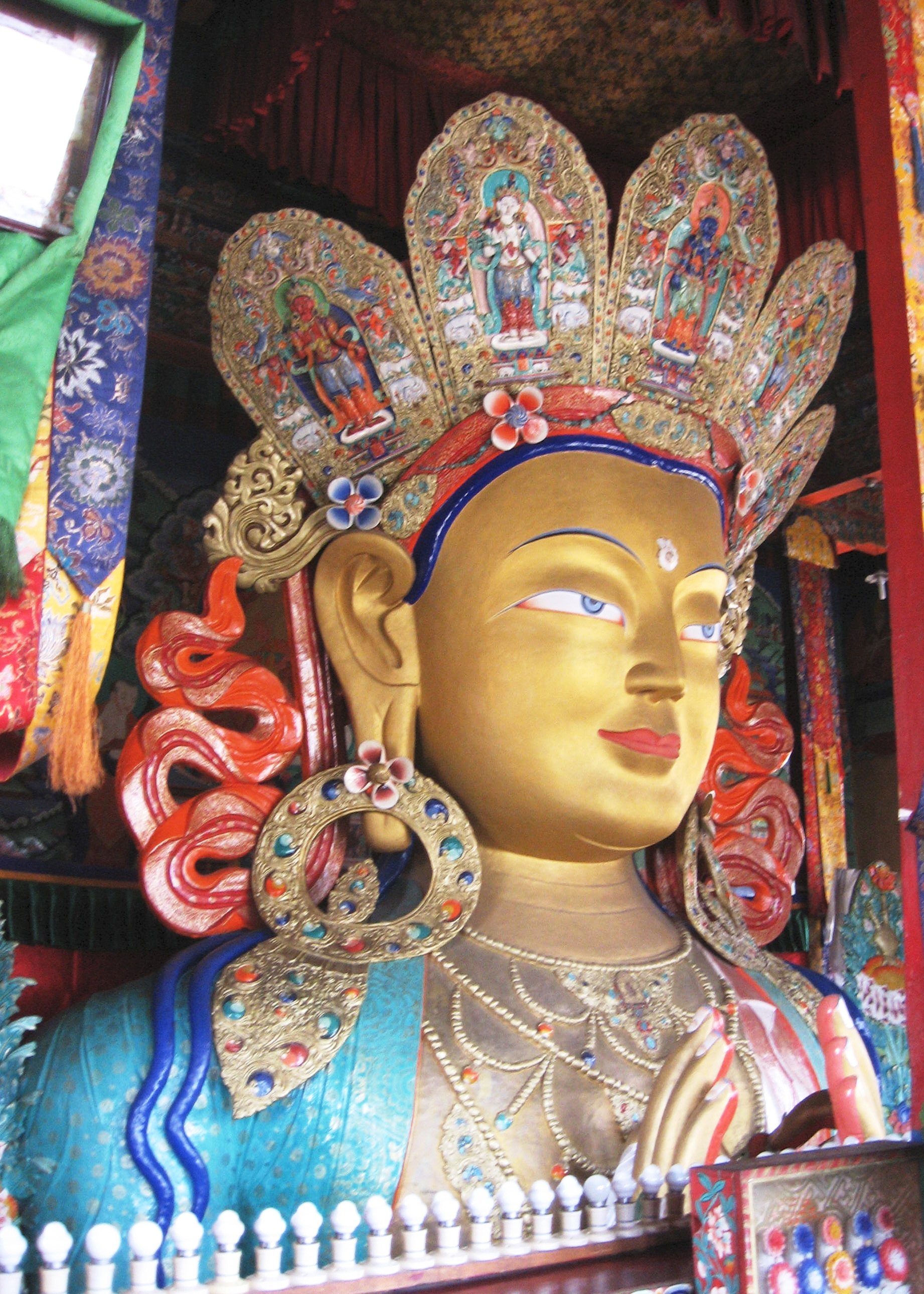
Статуя Майтреи занимает два этажа.

Достопримечательностью стал Майтрея (будущий Будда), точнее его храм построенный к визиту Его Святейшества Далай-ламы в 1970. Статуя Майтреи высотой 15 метров — самая большая подобная в Ладакхе и занимает два этажа. Обычно, Майтрея стоит или сидит на троне со спущенными ногами, но этот сидит в позе лотоса (падмасана). Статуя — самая большая в монастыре, её делали 4 года. Её создали местные мастера под руководством Наванга Церинга из Центрального Института Буддийских Исследований (Лех) — из глины, золота и меди.

### Зал собраний

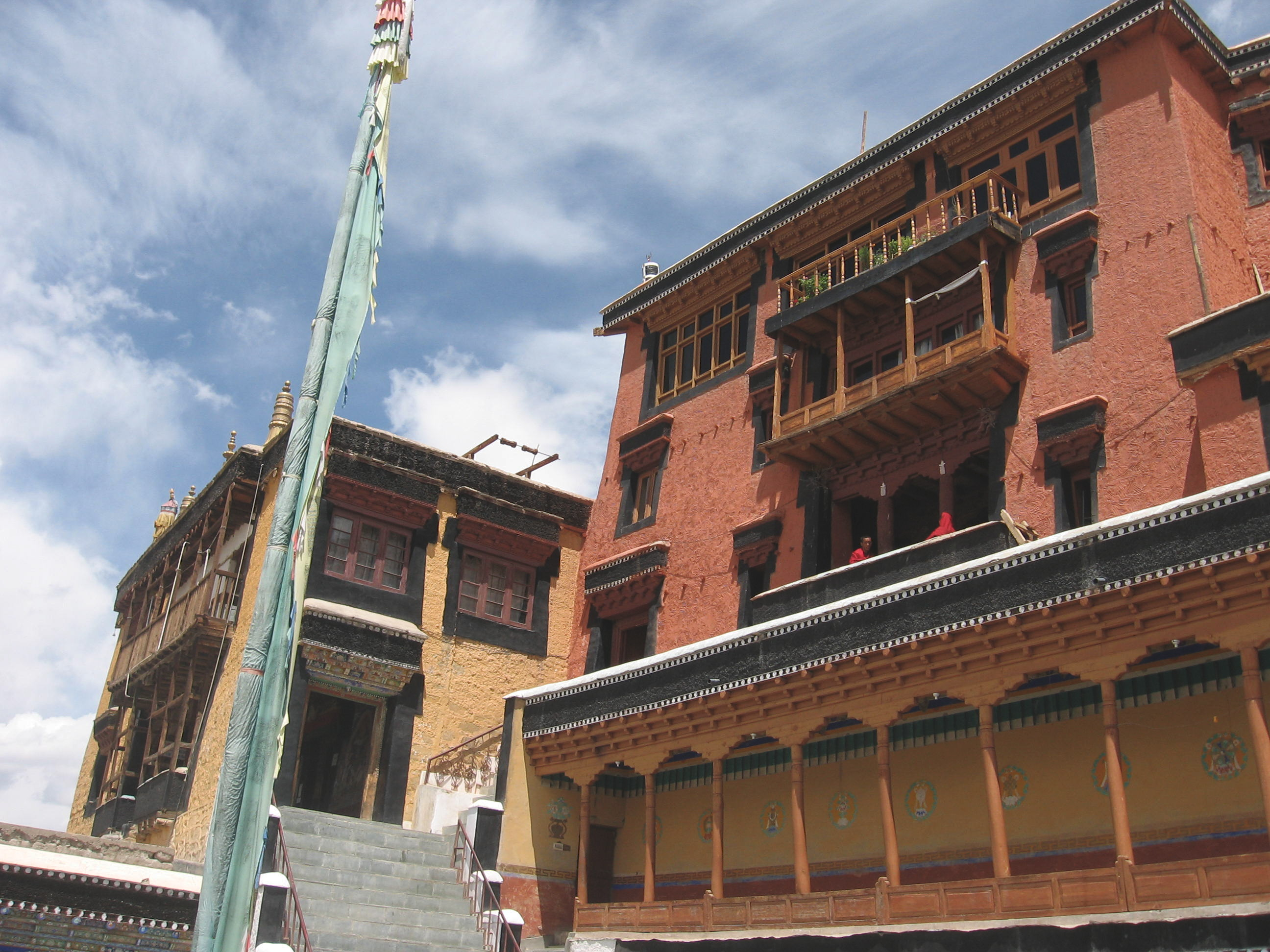
Жёлтая постройка — зал собраний, красная — храм защитника учения.

На стене зала собраний изображён тибетский календарь и Бхавачакра — колесо Жизни с гневом, страстью и непониманием в центре.
Рядом со стеной находится хранилище священных рукописей. Далее есть святыня со статуей Будды с Бодхисаттвами по бокам, Манджушри справа и Майтреей слева. В зале собраний изображён 11-главый Авалокитешвара и Падмасамбхава. В центре зала стоит троны Далай-ламы и настоятеля. На фресках можно видеть Махакала и Ситатапатра-Дукар. 225 томов Данджур хранятся завёрнутыми в шёлк на специальных стеллажах.

### Храм Тары
Храм посвящённый богине Таре и 21 её изображение стоит на полках. Также, маленькие храмы посвящены защитникам, включая Чам-спринга — хранителя Тикси — его храм между двором и лестницей. Чи-кханг изображён как Будда с двумя учениками и Ямантака. Фрески во дворе: Цзонкхапа, Будда, Падмасамбхава, Палден Лхамо и Махакала.

### Храм Ламокханг и кельи

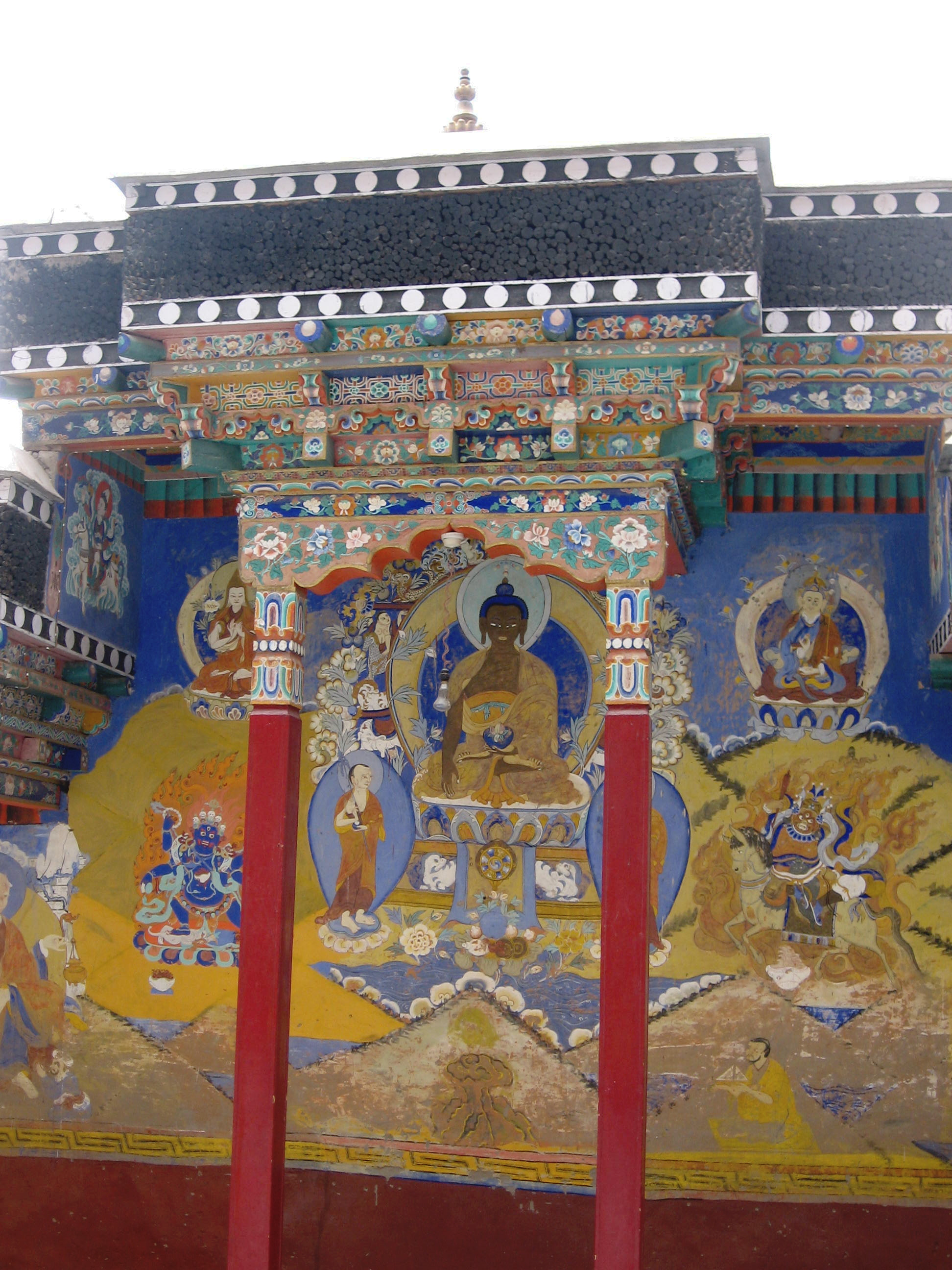
Фреска

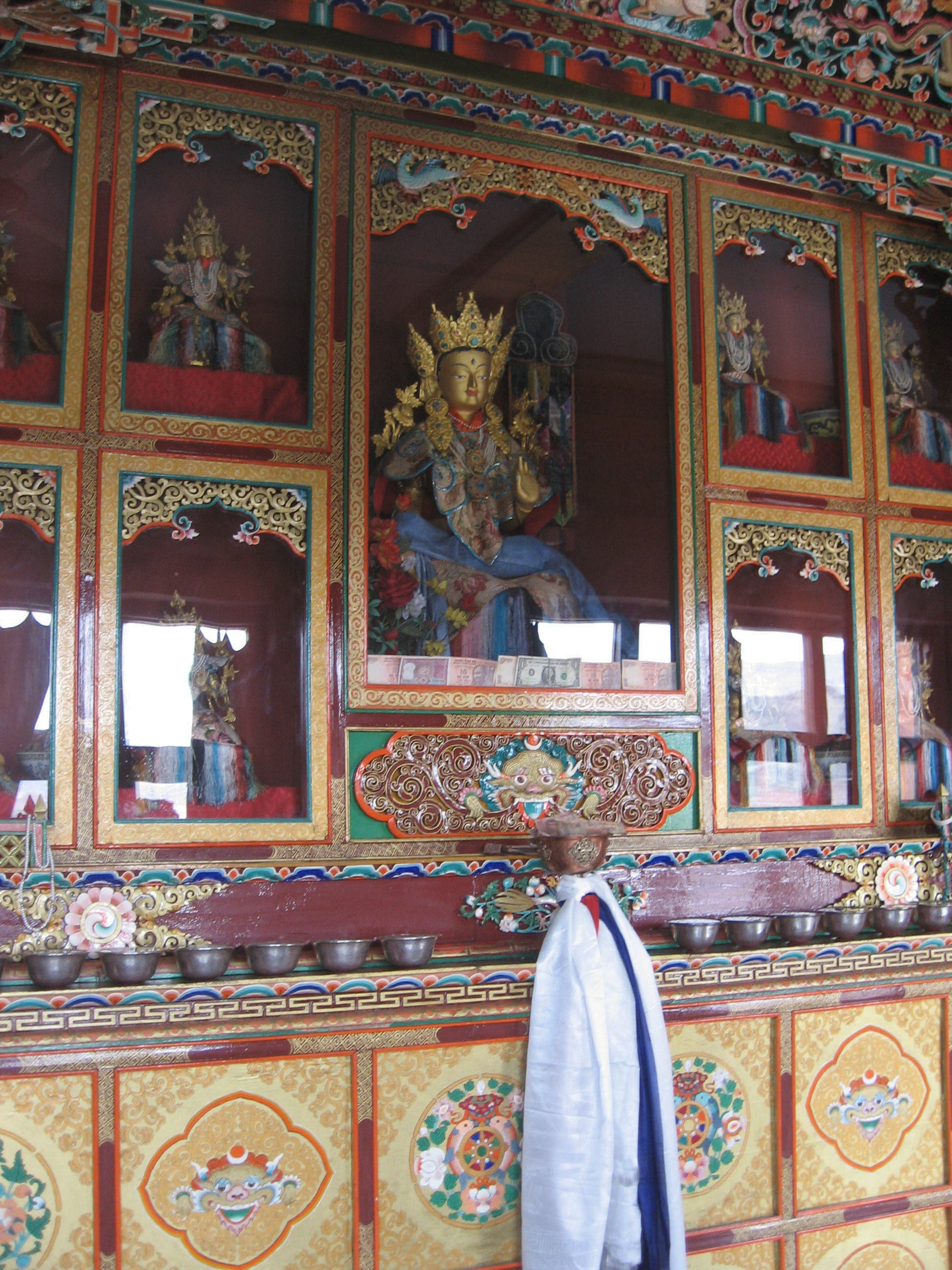
Алтарь

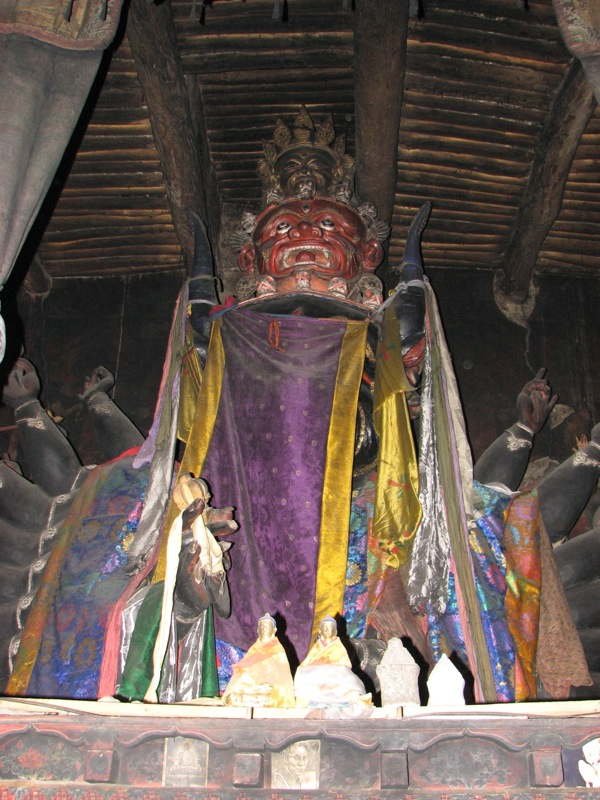
Защитник монастыря

В храме Ламокханг на вершине монастыря хранятся тома Ганджура и Стангьюра. В этот храм пускают только мужчин Большая ступа и стена мани у входа в храм. В маленькой комнате наверху учат мальчиков из близлежащих деревень, некоторые из них потом становятся ламами. Настоятель также живёт наверху. Также там есть стела с выгравированными поучениями Будды. Монахи живут в кельях, выкрашенных в белый цвет.

## Женский монастырь
Женский монастырь и школа для девочек встроена в стены Тикси. Женский монастырь подчиняется настоятелю Тикси. Исторически в Ладакхе женские монастыри были в заниженном положении, а их обитательницы жили в постоянной нищете и постоянно трудились, снабжая мужские монастыри. В 1990-х годах положение монашек привлекло к себе общественное внимание и Тикси не стал исключением. В 1995 году Сакьядхидская конференция буддисток состоялась в Лехе, была создана Ладакхская ассоциация монахинь (в 1996). Это стало первым шагом для выведения монахинь из «подневольного состояния в духовным практикам». Настоятель, Тикси Ринпоче, поддержал эти начинания. Монастырь пожертвовал землю новому женскому монастырю Ньерма, около Тикси, когда-то в том месте построил храм Ринчен Санпо, святой переводчик X века. Сейчас он под патронажем Тикси.
Сейчас в монастыре 26 монахинь, в возрасте от 43 до 87 лет Они также оказали воздействие на традицию их наименования вместо ‘ани’ (примерно «тётя» — также иногда обращаются к служанки) на «чо-мо» — «женщина-религиозный практик». Они приняли завет Махападжапати Готами (сестра матери Шакьямуни и первая бхикшуни-монахиня) как свой гимн. Под влиянием слов 14-го Далай-ламы Кхенпо Наванг Джамьянг Чамба и Цултим Тхарчин стали активистами монахинь Тиксе. Голландский фонд ладакхских монахинь (DFLN) осуществляет денежную и организационную помощь монахиням в Ньерма.

## Праздники
Фестиваль Гутор проводится каждый год, 17-19 день 11 месяца по лунному календарю (Октябрь-Ноябрь). Как часть праздника проводится мистерия Цам. В монастыре также проводят ладкхскую ярмарку, на которую стекаются местные жители для торговли и общения. Песочная мандала создаётся на празднике. Утренняя молитва в 7 утра, и синхронное пение сутр привлекает много паломников.
В Тикси были построены больница, отель, ресторан и магазины с сувенирами. За вход в монастырь взимается «пожертвование»-плата в 20 рупий.